# Подвигина, Анна Матвеевна
Анна Матвеевна Подвигина (в девичестве - Пешкова) (24 августа 1927 — 20 марта 2014) — передовик советского сельского хозяйства, звеньевая колхоза «Сила» Верхнехавского района Воронежской области, Герой Социалистического Труда (1948).

## Биография
Родилась в 1927 году в селе Верхнее, ныне Верхнехавского района Воронежской области в русской крестьянской семье.  
В 13-ти летнем возрасте начала свою трудовую деятельность. Стала работать в полеводческой бригаде Госсортучастка, позже колхоз "Сила" Верхнехавского района.
После окончания войны возглавила звено по выращиванию зерновых: пшеницы, ячменя, овса. Отбор шёл вручную, так как все эти злаки формировали семенной фонд. 
В 1947 году звено Пешковой добилось высокого производственного результата. Было собрано ржи на площади 15 гектаров 30,74 центнера с гектара.  
Указом Президиума Верховного Совета СССР от 7 мая 1948 года за получение высоких результатов в сельском хозяйстве и рекордные показатели в уборке урожая зерновых Анне Матвеевне Пешковой (в замужестве - Подвигиной) было присвоено звание Героя Социалистического Труда с вручением ордена Ленина и медали «Серп и Молот». 
Позже продолжала трудиться в полеводческом звене. Трижды была участницей выставки достижения народного хозяйства. Получала высокие урожаи. В 1960 году колхоз переименован в колхоз "Путь к коммунизму".
Проживала в селе Вишнёвка. Умерла 20 марта 2014 года.

## Награды
За трудовые успехи была удостоена:
- золотая звезда «Серп и Молот» (07.05.1948)
- орден Ленина (07.05.1948)
- другие медали.